# حزب بلشویک ملی
حزب بلشویک ملی (NBP؛ روسی: Национал-большевистская партия، همچنین به عنوان نازبول‌ها شناخته می‌شود. روسی: нацболы) از ۱۹۹۳ تا ۲۰۰۷ به عنوان یک حزب سیاسی روسیه با برنامه سیاسی بلشویسم ملی فعالیت می‌کرد. NBP یکی از اعضای برجسته ائتلاف احزاب اپوزیسیون شد. دادگاه‌های روسیه این سازمان را ممنوع اعلام کردند و هرگز به‌طور رسمی به عنوان یک حزب سیاسی ثبت نشد. در سال ۲۰۱۰، رهبر آن ادوارد لیمونوف یک حزب سیاسی جدید به نام روسیه دیگر تأسیس کرد. گروه‌های کوچکتر بلشویک گلی در کشورهای دیگر وجود داشته‌است.
نشریه رسمی حزب، روزنامه لیمونکا، نام خود را از نام خانوادگی رهبر حزب و از کلمه اصطلاحی روسی برای نارنجک گرفته‌است. آلکسی ولینتس، سالها ویراستار اصلی لیمونکا بود.

## ایدئولوژی
حزب بلشویک ملی به بلشویسم ملی ناشی از جنگ داخلی روسیه اعتقاد دارد، مانند ایده‌های پروفسور نیکولای اوستریالف، که معتقد بود بلشویسم می‌تواند برای اهداف ملی گرایانه اصلاح شود. پیروان او، سمنوخووسی، که بعداً خود را بلشویک ملی قلمداد کردند، این اصطلاح را از ارنست نیکیش، که یک سیاستمدار آلمانی بود در ابتدا با سیاست چپ و بعداً، ایدئولوژی ملی بلشویک، وام گرفتند.
لیمونوف و دوگین سعی کردند رادیکال‌های چپ افراطی و راست افراطی را در یک بستر متحد کنند. با نگاه دوگین به بلشویک‌های ملی به عنوان نقطه ای بین ایده‌های کمونیستی و فاشیست‌ها. دوگین مجبور شد در حومه هر گروه عمل کند. در سال ۱۹۹۸، دوگین حزب بلشویکملی را ترک کرد و این باعث شد که حزب در طیف سیاسی روسیه به سمت چپ حرکت کند.
این حزب هرگونه ارتباط با فاشیسم را رد کرده و اعلام کرده‌است که همه اشکال یهودستیزی، بیگانه هراسی و نژادپرستی برخلاف اصول حزب است.
حزب بلشویک ملی به‌طور تاریخی از استالینیسم دفاع کرده‌است، اگرچه بعداً این حزب گفت که مایل به ایجاد مجدد آن سیستم نیست.
این حزب که به عنوان یک مخلوطی از توصیف چپ افراطی و راست افراطی ایدئولوژی، از جمله در میان اعضای آن شوروی، دلتنگ و همچنین نهاوند، با داس و چکش (که جایگزین صلیب شکسته را در یک دایره سفید در یک زمینه قرمز به عنوان حزب) پرچم تشکیل شده‌ایت.